# Besando a Jessica Stein
Besando a Jessica Stein (título original en inglés: Kissing Jessica Stein) es una película de comedia romántica independiente de 2001, escrita y coproducida por las estrellas de la película, Jennifer Westfeldt y Heather Juergensen. La película también es protagonizada por Tovah Feldshuh y es dirigida por Charles Herman-Wurmfeld. Es una de las primeras apariciones cinematográficas de los actores Jon Hamm y Michael Showalter. La película está basada en una escena de la obra de teatro off-Broadway de 1997 de Westfeldt y Juergensen llamada Lipschtick.

## Reparto
- Jennifer Westfeldt como Jessica Stein
- Heather Juergensen como Helen Cooper
- Scott Cohen como Josh Myers
- Jackie Hoffman como Joan Levine
- Allen Fitzpatrick como Matthew Levine, Joan's Husband
- Tovah Feldshuh como Judy Stein
- Robert Ari como Sidney Stein
- Brian Stepanek como Peter
- John Cariani como Chuck
- Michael Mastro como Martin
- Carson Elrod como Sebastian
- Ben Weber como Larry
- Nick Corley como Howard
- David Aaron Baker como Danny Stein
- Jennifer Carta como Rachel, Danny's Fiancée
- Peter Hirsch como Stanley Schoenberg
- Jon Hamm como Charles
- Esther Wurmfeld como Grandma Esther
- Michael Ealy como Greg
- Michael Showalter como Stephen
- Tibor Feldman como Roland
- Ilana Levine como Helen's New Girlfriend
- Alysia Reiner como Schuller Gallery Artist
- Naomi Scott como Seductive Woman at Gallery
- Julie Lauren como Josh's Date
- Idina Menzel como Bridesmaid
- Vinny Vella como Cab Driver
- Adele Reichman como Grandma Interrogating Helen
- Hillel Friedman como Rabbi

## Estreno

### Proyecciones en festivales
La película se estrenó en el Festival de Cine de Los Ángeles el 21 de abril de 2001, recibiendo el Premio del Público a la Mejor Película y el Premio Especial del Jurado de la Crítica.
La película se proyectó a continuación en el Festival Internacional de Cine de Toronto, con proyecciones programadas para el día anterior y el día posterior a los ataques del 11 de septiembre. Según la pista de comentarios del DVD de Westfeldt y Juergensen, ambas proyecciones se llevaron a cabo, y la segunda proyección el 12 de septiembre produjo gritos ahogados audibles entre los miembros de la audiencia al ver el World Trade Center. Los dos realizadores decidieron eliminar las nueve o diez escenas de las Torres Gemelas porque no formaban parte integral de la historia y la distraían.